# Im Spinnwebhaus
Im Spinnwebhaus ist ein deutscher Film aus dem Jahr 2015. Der von Tellux-Film für den SWR produzierte schwarz-weiß-Familienfilm basiert auf wahren Begebenheiten. Regie führte Mara Eibl-Eibesfeldt, die damit ihr Debüt als Langspielfilmregisseurin gibt. Das Drehbuch entstand zusammen mit der Autorin Johanna Stuttmann. Die Hauptrollen wurden mit den Kinderdarstellern Ben Litwinschuh, Lutz Simon Eilert und Helena Pieske besetzt, Sylvie Testud und Matthias Koeberlin übernahmen die Rollen der Eltern. Der Kinostart war am 31. März 2016. Das Erste zeigte den Film am 9. August 2016.

## Handlung
Der 12 Jahre alte Jonas unterstützt seine liebevolle und sensible, aber völlig überforderte Mutter Sabine in der Familie, beim Haushalt und bei der Erziehung seiner jüngeren Geschwister, dem neunjährigen hyperaktiven Nick und der vierjährigen Miechen. Jonas musste schon früh Verantwortung übernehmen, nachdem der Vater Sven die Familie verlassen hatte. Ihre Mutter Sabine hat ein Geheimnis, das sie Dämon nennt. Wegen dieser Störungen ist sie mitunter nicht mehr sie selbst. Jonas übernimmt sogar das Lenkrad des Familienautos, nachdem Sabine fast einen Unfall verursacht hatte. Wenn sie unter ihrem Dämon leidet, verschwindet sie in ihr Zimmer, schließt sich ein und ist für die Kinder unerreichbar.
Nach einem Nervenzusammenbruch der Mutter passt Jonas ein Wochenende lang auf seine Geschwister auf, damit sie sich im sogenannten Sonnental erholen kann. So genießen die Geschwister eine unbeschwerte Zeit ohne Eltern. Aber Sabine kehrt nach dem Wochenende nicht mehr zurück und hinterlässt nur eine Nachricht auf der Mailbox, dass ihr Kampf gegen den Dämonen noch nicht gewonnen sei. Jonas versucht, die Ordnung aufrechtzuerhalten und sich weiterhin wie ein Erwachsener zu verhalten, doch mit der Zeit gehen Geld und Essen aus. Miechens Kindergärtnerin wird misstrauisch, und als Jonas einmal zu spät zum Kindergarten kommt, um Miechen abzuholen, nimmt sie Miechen mit zu sich nach Haus. Das Haus verwahrlost immer mehr, doch für die Kinder wird es immer gemütlicher, weil sie es ein wenig umdekorieren, Kleintiere und Insekten sammeln und sich Spinnweben im ganzen Haus bilden. So entsteht das Spinnwebhaus. Schließlich wird auch der Strom und damit das Licht im Haus abgestellt, und Jonas muss sich mit Grableuchten vom nahegelegenen Friedhof behelfen.
Auf seiner Suche nach Lebensmitteln lernt Jonas den jungen Herumstreuner Felix Graf von Gütersloh kennen. Dieser meint selber, dass er nicht richtig im Kopp ist, weil ihm dauernd gruselig wird und er in Reimen spricht. Felix hilft Jonas und zeigt ihm, wie er an Essen aus dem geschlossenen Supermarkt kommen kann. Felix wird zu Jonas’ Schutzengel, indem er ihm zeigt, wie man sich in einer Welt ohne Hilfe von Erwachsenen durchschlagen und dennoch ein Kind bleiben kann.
Der Druck auf die Kinder erhöht sich, da Miechens Kleidung und ihre wild wachsenden Haare den Erwachsenen auffallen, und sie sich im Kindergarten verplappert. Jonas’ Befürchtung, dass alle ins Heim kommen werden, wächst mit jedem Tag. Als plötzlich der misstrauisch gewordene Vater auftaucht, um die Mutter zu sehen, wimmelt Jonas ihn unter einem Vorwand an der Haustüre ab und geht mit ihm Eis essen. Die Haare schneidet er seinen Geschwistern zu Hause mithilfe von als Schablone auf den Kopf gesetzten Kochtöpfen.
Felix hat den Kindern inzwischen Fahrräder besorgt. Miechen verunglückt kurz darauf mit ihrem Rad im Wald und zieht sich dabei eine Wunde im Gesicht zu. Jonas trägt sie nach Hause und kann dabei Hilfeangebote von Passanten abwehren. Als sich die Wunde entzündet und sich Miechens Zustand mehr und mehr verschlechtert, bittet Jonas Felix um Medikamente, weil sich die Geschwister nicht trauen, in ein Krankenhaus zu gehen oder einen Arzt aufzusuchen. Felix bricht in das Schloss seiner Eltern ein, um Medikamente zu holen. Durch die Jodtinktur geht Miechens Entzündung allmählich zurück. Vor den Erwachsenen, die an der Haustür läuten, verstecken sich die Kinder.
Um das Geheimnis seiner Mutter zu lüften, betritt Jonas alleine das Zimmer seiner Mutter und findet dort nach kurzer Suche ihre Tagebücher. Als Jonas dort lesen muss, dass ihre drei Kinder für sie Dämonen sind, und das Sonnental eine psychiatrische Anstalt ist, ist er tief bestürzt, weint und wird wütend. Er sucht spät nachts das Sonnental auf, um seine Wut und Schuldgefühle gegen seine Mutter heraus zu schreien. Als Ärzte zum Eingang der Klinik kommen, flieht er in den nahegelegenen Wald. Die Kamera zeigt, wie dort wie in einem Alptraum tote Krähen auf ihn herunterfallen und er von Wurzelwerk umschlungen wird. Er rennt daraufhin nach Hause.
Aus Rache verbrennt Jonas zusammen mit Nick und Miechen Sabines Tagebücher im Haus. Sie hoffen, dass damit der Kampf gegen die Dämonen endgültig vorbei ist und tanzen im Wohnzimmer um das gelegte Feuer. Der Rauch verbreitet sich im gesamten Haus, und die Geschwister werden fast ohnmächtig, doch Felix kann die Kinder retten. Als Jonas aufwacht, sieht Felix ihn an und fragt ihn, ob er nun ein Erwachsener sei oder nicht. Jonas hat erkannt, dass er für das Erwachsensein noch nicht bereit ist und ist froh, dass er noch ein Kind sein darf. Außerdem ist ihre Mutter Sabine wieder zurückgekehrt. Nick und Miechen sind froh darüber, doch in Jonas kommt wieder die aufgestaute Wut zurück. Er gibt Sabine die Schuld, dass die Kindereinrichtungen im Haus komplett zerstört sind. Die Mutter verspricht, alles wieder aufzubauen. Jonas stürmt wütend aus dem Haus und begegnet mit seinem Fahrrad im Wald seinen Klassenkameraden, mit denen er sich die ganze Zeit zuvor wegen der Schwierigkeiten in seiner Familie nicht hatte treffen können.

## Hintergrund
Der Debütfilm von Mara Eibl-Eibesfeldt wurde im Oktober 2013 in Heidelberg gedreht. Nach langen Diskussionen entschied man sich dafür, dass der Film in schwarz-weiß gedreht wird, um somit ein dunkles Märchen zu erzählen. Die Geschichte beruht auf einer wahren Begebenheit, als 2006 in Berlin vier Kinder über Monate hinweg von ihrer Mutter alleine gelassen wurden und sich das Haus auch durch Spinnweben bis zu den Köpfen der Kinder in ein Spinnwebhaus verwandelte. Die Regisseurin wollte speziell den Film aus der Sicht der Kinder drehen, da Kinder eine ganz andere Perspektive auf das Leben als Erwachsene haben und deren Logik wie in Märchen funktioniert.
Für die Rollen der Eltern konnten dafür die deutsch-französische Schauspielerin Sylvie Testud und der Schauspieler Matthias Koeberlin gewonnen werden. Die Kinderrollen wurden von den unbekannten Jungdarstellern Ben Litwinschuh und Lutz Simon Eilert übernommen, während die Kinderdarstellerin Helena Pieske schon einiges an Filmerfahrungen gesammelt hatte. Während der Dreharbeiten konnte sie noch nicht lesen und schreiben, sodass ihre Texte immer am Drehtag erarbeitet wurden. Matthias Koeberlin und Helena Pieske hatten zusammen einen Auftritt in der Frankfurter Marthaler-Krimireihe Kommissar Marthaler – Engel des Todes.
Die Jungregisseurin Mara Eibl-Eibesfeldt hatte vorher schon Kurzfilme gedreht und bei ihrem Abschlussfilm mit der Produzentin Johanna Teichmann zusammengearbeitet.
Der Film debütierte bei der Berlinale 2015 und lief in der Reihe Perspektive Deutsches Kino. Außerdem lief er auf den Fünf Seen Filmfestival, bei den ZLÍN 2015 – 55th International Film Festival in Tschechien, auf dem Shanghai International Filmfestival 2015, bei den Melbourne International Film Festival in Australien, in Kanada beim Montreal World Film Festival sowie auf dem Cambridge Filmfestival in England. Er wurde zudem bei den Little Big Films Kinderfilmtage Nürnberg in Nürnberg gezeigt. Außerdem wurde er für zahlreiche Preise nominiert, darunter auch den Prix Europa 2015.

## Kritik
„Gelungenes, hübsch anzusehendes Debüt mit überraschend guten Kinderdarstellern und fesselnder Story, die leider am Ende einige Fragen offen lässt“

„Poetisches Debüt, welches einem kunstvollen Märchen gleicht, dessen betörende Schwarz-Weiß-Bilder einen verzaubern“

## Auszeichnungen
- 2015: Biberacher Filmfestspiele – Goldener Biber in der Kategorie Schülerbiber
- 2015: Prix Europa für Best European TV Drama[4]
- 2015: Helena Pieske mit dem Buster Filmfestival Nordisk Film Fondens Bedste Børneskuespiller
- 2013: Drehbuch nominiert für den Thomas Strittmatter Drehbuchpreis